# Avtalsrätt
Avtalsrätt är det juridiska område som koncentrerar sig på hur avtal kommer till stånd, avtals giltighet samt avtalstolkning. 

## Lagstiftning i Sverige
Den allmänna avtalsrätten i Sverige regleras genom lagen om avtal och andra rättshandlingar på förmögenhetsrättens område (1915:218), ofta kallad avtalslagen eller AvtL. Redan lagens titel antyder att avtal är en typ av rättshandling.  Avtalslagen är i vissa delar dispositiv, vilket innebär att parterna kan frångå avtalslagens regler som en del av rättshandlingen. I andra delar är lagen tvingande. Lagen behandlar ingåendet av avtal (avtalsslut), rättshandlingar genom fullmakt samt rättshandlingars giltighet. Av lagnamnet framgår att lagen gäller förmögenhetsrättsliga avtal men lagen tillämpas analogt även på andra avtalstyper, ex. inom familjerätt. Avtalstolkning, där allmänt tillämpliga lagregler saknas, hänvisas alltså regelmässigt till avtalslagen.
Den speciella avtalsrätten, även kallad kontraktsrätt, behandlar istället regler för specifika avtal. Kontraktsrätten reglerar således kontraktsparternas rättigheter och skyldigheter då ett bindande och giltigt avtal slutits, ex. köpeavtal eller hyresavtal. 
Den svenska avtalsrätten har sina rötter i den romerska rätten och påverkades vid tiden för tillkomsten av avtalslagen starkt av tysk rätt. En grundläggande principen inom avtalsrätten pacta sunt servanda, det vill säga avtal är bindande. En annan viktig grundläggande avtalsrättslig princip är att avtal har bindande verkan uteslutande för avtalsparterna. Parterna kan alltså inte förplikta tredje man till prestationer. På förmånssidan föreligger dock inga sådana hinder. Ex. då en arbetsgivare tecknar en försäkring med ett försäkringsbolag för anställdas räkning. Teoribildningen inom avtalsrätten är starkt påverkad av merkantilistiska ideal, framför allt tanken om avtalsfrihet, det vill säga tanken om att parterna fritt får välja avtalspart och fritt bestämma avtalets innehåll. Denna grundsyn står sig alltjämt starkt inom det kommersiella området, medan tvingande rättsregler, formkrav, legala förbud och andra inskränkningar i avtalsfriheten blivit vanligare inom områden där speciella skyddsintressen gör sig gällande. Generalklausulen mot oskäliga avtalsvillkor i 36 § avtalslagen torde här vara det tydligaste exemplet.
Användningen av standardavtal har under 1900-talet i rask takt ökat. Ibland har det funnits en tendens att betrakta "standardavtalsrätten" som ett särskilt rättsområde. Idag är emellertid detta inte längre möjligt, eftersom nästan alla avtal ingås med användningar av mer eller mindre standardiserade avtalsklausuler.